# Milligal
Le milligal, de symbole mGal, est une unité d'accélération, surtout utilisée pour l'accélération de la pesanteur. Elle est définie comme un millième de gal, le gal étant l'unité CGS d'accélération (1 gal = 1 cm/s2). L'unité SI d'accélération étant le m/s2 (sans nom particulier), la conversion donne :
1 mGal = 10−5 m/s2.
Si l'emploi du gal est devenu obsolète, le milligal reste utilisé en gravimétrie car son ordre de grandeur est adapté aux (petites) variations du champ de pesanteur terrestre.